# Eero Saarinen
Eero Saarinen (*20. kolovoza 1910. u Kirkkonummiu, Finska; † 1. rujna 1961. u Ann Arboru, SAD) je značajan arhitekt i dizajner 20. stoljeća; vodeći predstavnik organičke arhitekture koji je bio slavan po prilagođavanju svog stila zavojitih linija zahtjevima projekta.

## Životopis
Eero Saarinen je sin Eliela Gottlieba Saarinena, također slavnog arhitekta, koji je 1923. godine s obitelji emigrirao u SAD kada je Eero imao 13 godina. Eliel Saarinen je predavao na Cranbrookovoj akademiji umjetnosti u Michiganu, na kojoj je tečajeve kiparstva i dizajna namještaja pohađao Eero.
Od 1929. – 30. studira kiparstvo u Parizu, u neovisnoj privatnoj školi Académie de la Grande Chaumière, a od 1930.34. godine studira arhitekturu na Sveučilištu Yale. Nakon toga je godinu dana obilazio Europu i Sjevernu Afriku, a godinu dana je proveo u rodnoj Finskoj. Poslije toga se vratio u Cranbrook gdje je pristupio uredu svoga oca.
Državljanin SAD postao je 1940., a 1941. postaje partner u očevom uredu. God. 1948., pobjedom na natječaju za Jefferson National Expansion Memorial dobiva svoje prvo važno javno priznanje. Projekt, ogromni parabolni luk Gateway Arch, je izveden tek postummo. Kada mu je otac preminuo 1950. godine, osnovao je vlastiti arhitektonki ured Eero Saarinen i suradnici (Eero Saarinen and Associates) u Birminghamu, Michigan.
U prvom braku s kiparicom Lilian Swann Saarinen imao je dvoje djece, Eric i Susan. God. 1954., razveo se i oženio kritičarku umjetnosti iz The New York Times-a, Aline Bernstein Louchheim, s kojom je imao sina Eamesa.
God. 1961. umire u 52. godini života. Rana smrt prekida njegov opusa u najznačajnijim godinama i uzrok je što su njegova najvažnija djela završena postumno.

## Djela
Dok je radio u očevom uredu dizajnirao je stolicu za koju je osvojio prvu nagradu 1940. god. Tu stolicu, kao i sve ostale (kao npr. „tulipan stolica” (Tulip Chair) sa širokim, kružnim podnožjem iz 1956.) proizvodila je kompanija Knoll, koju je osnovala Florence Knoll, njegova školska kolegica iz Cranbrooka.
Prvi veliki rad, koji je započeo s ocem bio je „Tehnički centar General Motorsa” (Warren, Michigan) koji je projektiran u staklu i čeliku s panelima u dvije nijanse plave boje. Nakon polučenog uspjeha dobio je planove i ostalih velikih korporacija kao što su John Deere, IBM i CBS.
Ponajprije se orijentira strogim kubističkim oblicima, a kasnije počinje primjenjivati ekpresivnije oblike. Na koncu je najpoznatiji po svojim elegantnim slobodno nosećim krovnim konstrukcijama (tzv. „ljuskasta konstrukcija”). Njegov najčuveniji rad je ekspresionistička armiranobetonska školjka TWA terminala na međunarodnoj zračnoj luci John F. Kennedy u New Yorku, koji je završen postumno.

### Popis odabranih djela
- General Motors Technical Center, Warren, Michigan, 1949. – 1956.
- Trans World Airlines Terminal na zračnoj luci John F. Kennedy u New Yorku, 1956. – 1962. (završen postumno)
- John Deere and Company Administration Center, Moline, Illinois, 1957. – 1963. (završen postumno)
- Viseći krov na Dulles International Airport u Washingtonu, 1958. – 1962. (završen postumno)
- Jefferson National Expansion Memorial (Gateway Arch), St. Louis, 1963. (izveden postumno)

## Zanimljivosti
Na natječaju za opernu kuću u Sydneyu 1956. – 57. godine, Saarinen je bio predsjednik komisije. Prema navodima je upravo on, nakon pregleda svih radova i nezadovoljstva komisije predloženim, iz već odbijenih prijedloga izvadion onaj Jørna Utzona i progurao ga kao pobjednika.

## Vanjske poveznice
- http://www.eerosaarinen.net/
- http://mssa.library.yale.edu/madid/showthumb.php?srchVal=Saarinen&id=txt&pg=1